# THE FACE
『THE FACE』（ザ・フェイス）は、2008年2月27日に発売のBoAの6枚目のオリジナルアルバム。

## 解説
- 『MADE IN TWENTY (20)』 から1年ぶりとなるアルバム。
- 「BoA史上最大のボリューム」とうたわれ、収録曲数・タイアップ楽曲数ともにBoAのオリジナルアルバムでは最多となる。
- 【CD+2DVD】（初回限定生産）・【CD+DVD】・【CD】の3形態で発売される。
- CDには、先行シングル「be with you.」ほかシングル7曲を含む15曲収録。なお「Sweet Impact」のカップリング「Bad Drive」、『be with you.』のカップリング「precious」は収録されていない。
- DVDには、初収録となる「be with you.」のミュージッククリップなど4曲のミュージッククリップを収録。
- 「CD+2DVD」にのみ、CDにボーナストラックとして、SEAMOとのコラボレーション曲「Hey Boy,Hey Girl feat.BoA」を、DVDには「BoA TV -THE FACE of BoA-」など『Special Contents』が追加収録される。また、2007年に行ったライブの映像を厳選した『BoA 2007 LIVE WORKS!』収録のDVDが付属する。
- 「CD+2DVD」のみパッケージは、三方背BOX仕様となる。
- 本作で、1枚目のアルバムからのオリジナルアルバムの連続首位が6作目となり、歴代単独2位となった（1位は浜崎あゆみの8作）。

## 収録曲

### CD
1. AGGRESSIVE [3:42]
(作詞・作曲：Daniel Pandher & Tommy La Verdi / 日本語詞：Natsumi Watanabe / 編曲：h-wonder)
東京ヤクルトスワローズの飯原誉士選手が打席時の出囃子として使用している。
後に本作をアレンジ、新録音され、2022年に『AGGRESSIVE -The Greatest ver.-』として配信限定シングルとして発売された。
2. Sweet Impact [5:01]
(作詞：Ryoji Sonoda / 作曲・編曲：Kazuhiro Hara)
23rdシングル
3. My Way, Your Way feat.WISE [4:22]
(作詞：Ryoji Sonoda / Rap詞：WISE / 作曲・編曲：Daisuke "D.I" Imai)
WISEとのコラボ曲。
4. be with you. [5:16]
(作詞：Satomi / 作曲・編曲：h-wonder)
26thシングル
5. LOSE YOUR MIND feat.Yutaka Furukawa from DOPING PANDA [3:13]
(作詞・作曲：Jonas Jeberg, Simon Brenting, Damon Sharpe, Greg Lawson / 日本語詞：Shoko Fujibayashi / 編曲：h-wonder)
25thシングル
6. Girl In The Mirror [3:11]
(作詞：Shoko Fujibayashi / 作曲：BoA, AKIRA / 編曲：AKIRA)
BoA作曲。
7. Happy Birthday [4:09]
(作詞：Chokkyu Murano / 作曲：Tomomi Narimoto / 編曲：NAOKI-T)
8. Diamond Heart [4:11]
(作詞：Emi Nishida / 作曲・編曲：ArmySlick)
24thシングルのカップリング
9. LOVE LETTER [5:08]
(作詞：BoA, Natsumi Watanabe / 作曲：Yoko Kuzuya / 編曲：YANAGIMAN)
24thシングル
10. BRAVE [3:58]
(作詞：EMI K. Lynn / 作曲：Sun Suyama / 編曲：Shoichiro Hirata)
11. ギャップにやられた! [3:43]
(作詞：BoA / 作曲・編曲：AKIRA)
BoA作詞。
12. Style [3:12]
(作詞：H.U.B. / 作曲・編曲：Nao Tanaka)
元々は『be with you.』のカップリングに収録される予定だった。
13. Smile again [5:42]
(作詞：BoA / 作曲・編曲：Nao Tanaka)
25thシングルのカップリング曲
14. Beautiful Flowers [3:30]
(作詞：Shoko Fujibayashi / 作曲・編曲：h-wonder)
24thシングルのカップリング曲
15. Best Friend [4:09]
(作詞・作曲・編曲：HIRO)
16. Hey Boy, Hey Girl feat.BoA / SEAMO (Bonus track) [3:48]
【CD+2DVD】にのみ収録。

### DVD1
- Music clip映像
  1. Sweet Impact
  2. LOVE LETTER
  3. LOSE YOUR MIND feat.Yutaka Furukawa from DOPING PANDA
  4. be with you. （Original Version）
- Special Contents （CD+2DVDのみに収録）
  1. BoA TV -THE FACE of BoA-
  2. THE FACE全曲解説

### DVD2
- from BoA THE LIVE "X'mas"
  1. LOVE LETTER
  2. キミのとなりで
  3. Winter Love
  4. First snow
  5. make a secret
  6. コノヨノシルシ
  7. Diamond Heart
  8. LOSE YOUR MIND
- from BoA ARENA TOUR 2007 MADE IN TWENTY(20)
  1. DO THE MOTION
  2. Lady Galaxy
  3. 七色の明日 ～brand new beat～
  4. Sweet Impact
- from m-flo tour 2007 COSMICOLOR
  1. the Love Bug／m-flo♥BoA
- from Rhythm Nation 2007
  1. LOSE YOUR MIND
  2. QUINCY
  3. メリクリ

## タイアップ
| AGGRESSIVE                           | ユニリーバ・ジャパン「モッズ・ヘア ヒートサロンエステシリーズ」CMソング |
| Sweet Impact                         | コーセー「Fasio」CMソング                                               |
| be with you.                         | 映画『犬と私の10の約束』主題歌                                          |
| LOSE YOUR MIND Feat. Yutaka Furukawa | 東芝「W55T(au)」CMソング                                                |
| Happy Birthday                       | 東芝「W56T(au)」CMソング                                                |
| Diamond Heart                        | 東芝「W53T(au)」CMソング                                                |
| Diamond Heart                        | 東芝「W54T(au)」CMソング                                                |
| LOVE LETTER                          | 日本テレビ系『いただきマッスル!』9月度エンディングテーマ                |
| LOVE LETTER                          | music.jp TV-CFソング                                                    |
| Smile Again                          | テレビ朝日系『土曜ワイド劇場』エンディングテーマ                        |
| Beautiful Flowers                    | TBS系プロ野球中継『ザ・プロ野球』2007年度テーマソング                   |
| Best Friend                          | NTV系『THE・サンデー』エンディングテーマ                                |
| Hey Boy, Hey Girl feat.BoA / SEAMO   | TBS系『あらびき団』12月-1月エンディングテーマ                           |